# 陳洽
陳洽（1370年—1426年），字叔遠。常州府武進縣（今江蘇省常州市武進）人。
陳濟之弟，幼年穎慧，明洪武年間，以善書法被引薦任兵科給事。朱元璋賜金織羅衣。建文時，茹瑺薦起文選郎中。累擢吏部左侍郎。永乐五年，赴廣西參謀軍務，代掌交趾布按司事。改任大理寺卿。成山侯王通與參將馬瑛合兵討黎利，陳洽參贊軍務。之後升爲兵部尚書。
宣德元年十一月，至應平之寧橋，王通不聽部將勸阻，下令冒雨渡河而陣，行泥濘中，遭黎利軍伏擊。陳洽多處負傷，左右欲扶還，陳洽怒目吼道：“吾為國大臣，食祿四十年，報國在今日，義不苟生。”遂自刎死，死者三萬餘人。追贈少保，賜諡節湣，民間稱節憫公。